# 浮士德的噩夢
《浮士德的噩夢》（Fausts Alptraum），是由台灣獨立遊戲製作團隊 LabORat Studio（白鼠遊戲實驗室，前身為 Perfume Latte 香水拿鐵；目前成員2人）所開發的懸疑解謎遊戲，於2015年8月14日發布正式版載點。整部遊戲以艾瑞克·薩提的五首玄秘曲（Gnossienne no.1~no.5）貫串其中。

## 劇情簡介
|  | 浮士德．梅耶（後被梅菲斯特稱為“伊莉沙白”）參加了父親的喪禮。父親留下了遺憾、哀傷，以及一棟陳舊的屋子。她打著哈欠步入老宅邸，跟在黑貓之後踏進了地下室。忽然黑暗包圍了視野，紫色的魔鬼探出頭來，笑得像曾經見過自己一樣。能回去的門已經不見了，沒有窗戸的房子裡飄著甜甜的空氣，卻總是一片漆黑。 「如果你一直都很想離開， 我會告訴你出去的路。」蠟筆畫的故事動了起來，上演的分不清是幻想還是回憶。「但是如果你對在這裡度過的任何一秒惋惜，對經過的任何一秒說『你真美好，請你留下！』，那就是你輸了。」她拿著燭臺，尋找惡夢的出口。 |

- 主要的劇情是以德國民俗傳說浮士德的故事為底本（歌德 《浮士德I》 《浮士德II》、白遼士 《浮士德的天譴》、夏爾·古諾 《浮士德》等）。由於伊莉莎白是被困在噩夢當中，遊戲中亦穿插不少佛洛伊德之著作《夢的解析》的內容。

- 同時也有引用不少童話或是其改編的戲劇，如《穿長筒靴的貓》、《三隻小豬》、《青鳥》、《小木偶》等。

## 角色
- 伊麗莎白．梅耶（Elizabeth）
- 梅菲斯特（Mephistopheles）
- D.B.席貝爾（Siebel）
- 荷姆克魯斯（Homunculus）
- 瓦倫丁（Valentin）
- 瑪格麗特．舍恩．馮．史奈德（Marguerite）
- 保羅．穆勒（三隻小豬之一）
- 漢斯．穆勒（三隻小豬之二）
- 普莉絲．穆勒（三隻小豬之三）

## 畫風的改變

體驗版（左）和正式版（右）的畫風差異，由不同繪師所繪製

試玩版原先由 Iro Dang 負責程式編輯、繪師專職於人設和CG繪製，因此較偏向日系的畫風。但是在正式版製作期間，因故離開團隊，而 Iro Dang 也認為無法完全仿作其畫風。因此大幅度重製了所有CG和人設的繪畫風格，所以目前的版本是較偏向繪本的風格；不過人物點陣圖依舊是沿用所繪製的。

## 操作
遊戲中並沒有「死亡」的機制，只有火柴和巧克力兩種消耗品：前者用來點燃、加強主角手持的蠟燭亮度，增加可視範圍，遇到攻擊便會縮小，最終被傳送回床上；後者則是增加主角的移動速度。兩者同一時間可使用上限皆為三個。若所有消耗品完全用盡，遊戲也同時宣告結束。

## 外部連結
- （中文） 官網 （页面存档备份，存于）
- （中文） 於集資網站上的介紹頁面（已結束） （页面存档备份，存于）
- 於SteamGreenlight上的投票業面（已通過） （页面存档备份，存于）
- 官方FACEBOOK